# Douglas (Schiff)
Die Douglas, auch HMS Douglas, war ein Zerstörer (Flottillenführer) der Scott-Klasse der britischen Marine, der von 1918 bis 1945 in Dienst stand.

## Geschichte

### Bau
Der Bauauftrag für die spätere Douglas wurde während des Ersten Weltkrieges, als Einheit der Scott-Klasse, an die Werft Cammell, Laird in Birkenhead vergeben. Diese legte den Rumpf am 30. Juni 1917 auf Kiel und der Stapellauf erfolgte am 20. Februar 1918. Die Indienststellung erfolgte am 2. September 1918.

### Zweiter Weltkrieg
Die Douglas hatte sich seit 1921 in der Reserve befunden, als sie im August 1939 für eine Besichtigung der Flotte durch den König von Reservisten in Dienst gestellt wurde und dann auch im Dienst blieb. Im September 1939 ging sie nach Gibraltar zur 13. Zerstörerflottille. Zu den Sicherungsaufgaben an den Geleitzügen durch den Stationierungsbereich kamen im Sommer 1940 nach der Kapitulation Frankreichs auch Einsätze mit der Force H. Im August 1940 wurde das Boot zur Home Fleet verlegt und erledigte ab Februar 1941 Geleitschutzaufgaben in der Escort Group B2. Am 28. April 1941 versenkte die Douglas das deutsche U-Boot U 65. Im Januar 1942 kollidierte die Douglas bei sehr schlechtem Wetter am Geleitzug ON 55 mit dem US-amerikanischen Zerstörer USS Mayo und wurde nach Behelfsreparatur in Island überholt und zum Short Range Escort umgebaut. Das vorderste Geschütz und das zwischen den Schornsteinen wurden dabei ausgebaut.
Im Juni 1942 war die HMS Douglas wieder einsatzbereit und sicherte den Versorgungstanker RFA Grey Ranger für die Geleitfahrzeuge des Nordmeergeleitzuges PQ 17 und den Geleitzug QP 13 in Gegenrichtung. Danach war sie wieder im Bereich der westlichen Zufahrtswege eingesetzt. Ab 11. September 1942 verstärkte sie mit der von ihr geführten Escort Group B2 (SRE HMS Veteran, HMS Saladin, HMS Skate und die ehemals amerikanische HMS Leamington) die Sicherung des 70 Schiffe starken Geleitzuges SC 42, der schon 14 Schiffe verloren hatte, gegen die U-Boot-Gruppe Markgraf. Wegen dieser Verstärkung und aus Island kommenden Seeaufklärern gelangen den deutschen U-Booten nur noch zwei weitere Versenkungen.
Im Juli 1943 sicherte die Douglas mit der Fregatte Moyola und dem kanadischen Zerstörer Iroquois den schnellen Geleitzug Faith, der aus den Truppentransportern Duchess of York (20.021 BRT) und California (16.792 BRT) sowie dem Munitionstransporter Port Fairy (8.072 BRT) bestand und Truppen und Ausrüstung nach Sierra Leone bringen sollte. Am Abend des 11. Juli 1943 wurde der Konvoi etwa 300 Seemeilen westlich von Vigo an der Nordwestküste Spaniens von drei Seeaufklärern des Typs Focke-Wulf Fw 200 („Condor“) des Kampfgeschwaders 40 angegriffen. Die beiden Truppentransporter wurden von Bomben getroffen und gingen in Flammen auf. Beide Schiffe wurden von ihren Mannschaften verlassen. Am frühen Morgen des 12. Juli versenkte die Douglas beide Schiffe mit Torpedos auf 41° 15′ 0″ N, 15° 24′ 0″ W, um keine U-Boote durch die Brände anzulocken. Es gelang den Sicherungseinheiten, die Besatzungen und Passagiere beider Schiffe weitgehend an Bord zu nehmen. Von den über 1000 Soldaten auf den beiden Schiffen ließen nur 57 ihr Leben, bei insgesamt über 100 Toten einschließlich eines weiteren Luftangriffs am folgenden Tag auf die verbliebenen Einheiten.
Am 31. Oktober 1943 war die Douglas noch an der Versenkung von U 732 westlich von Gibraltar beteiligt. Ab 1944 sicherte das Boot in den Heimatgewässern Geleitzüge in Vorbereitung der Invasion und zur Versorgung der alliierten Truppen auf dem Festland, bis es im Februar 1945 außer Dienst gestellt und im März zum Abbruch verkauft wurde.